# Biblioteca Czartoryski
La Biblioteca dei Principi Czartoryski (chiamata anche Biblioteca Czartoryski) è una biblioteca polacca, nata su iniziativa dei principi Adam Kazimierz Czartoryski e Izabela Czartoryska, nata Fleming, nella seconda metà del XVIII secolo. È una sezione del Museo nazionale di Cracovia, situata in via San Marco 17 a Cracovia.
La collezione libraria della Biblioteca dei Principi Czartoryski conta oltre 245.000 volumi e comprende testimonianze della scrittura risalenti dal X al XX secolo. La Biblioteca Czartoryski possiede una raccolta variegata di antiche stampe, incunaboli, cimeli, spartiti musicali, calendari, mappe, atlanti, erbari, riviste e stampati effimeri.

## Galleria d'immagini

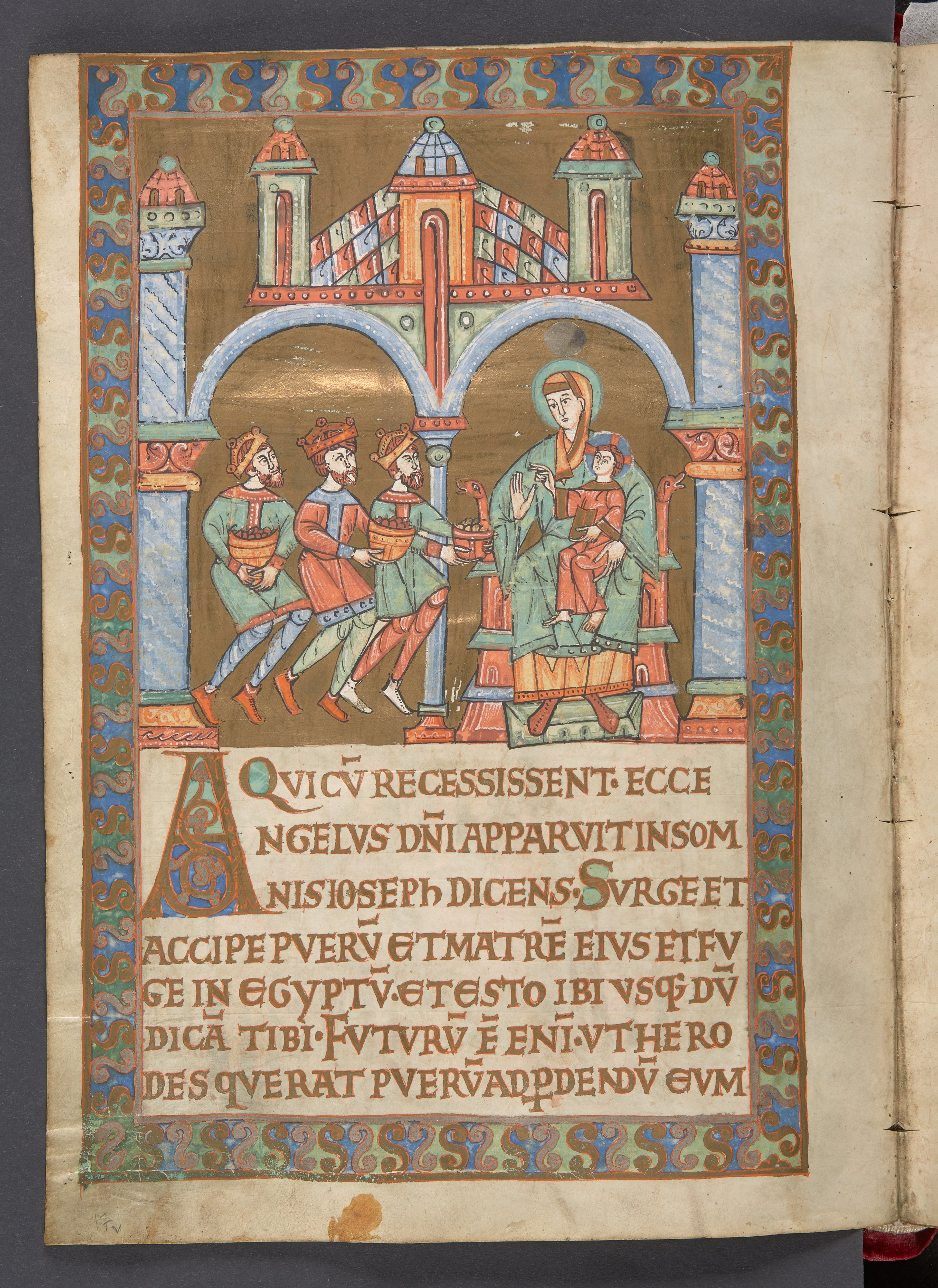
Codex Aureus de Pułtusk, anni ’80 dell’XI secolo
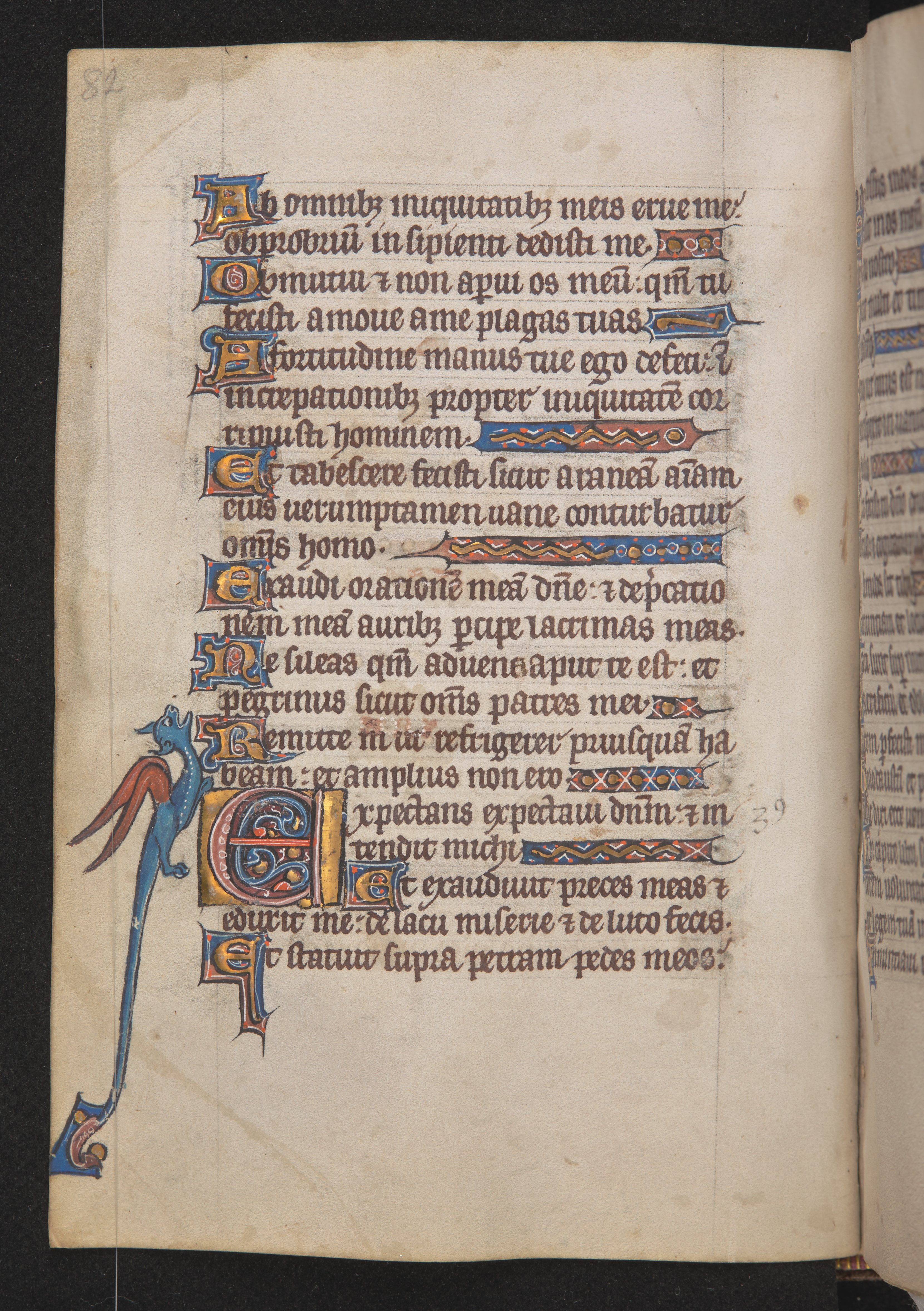
Psalterium-Horae, primo quarto del XIV secolo
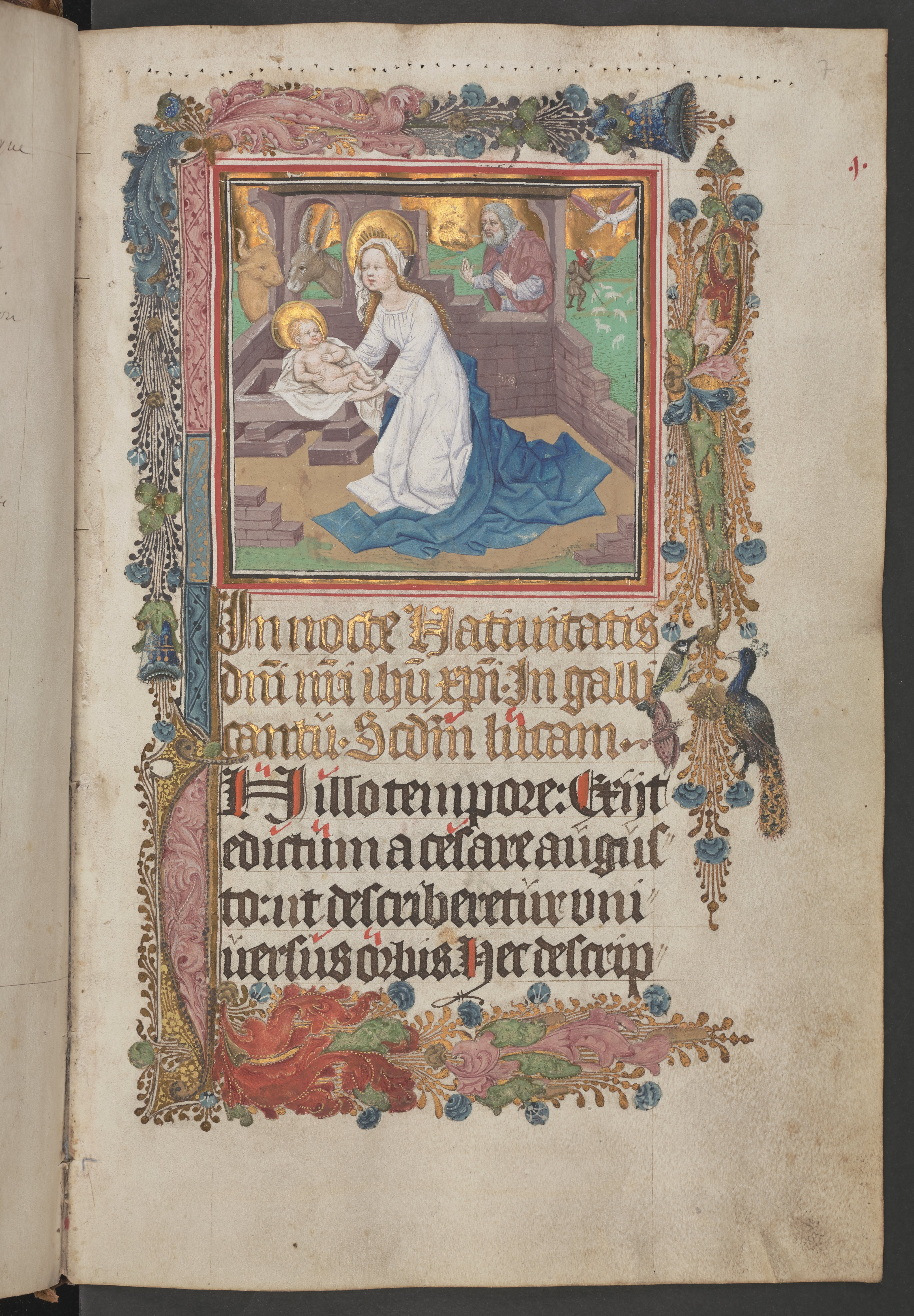
Lectiones Evangeliorum in diebus festis, Colonia, dopo il 1461
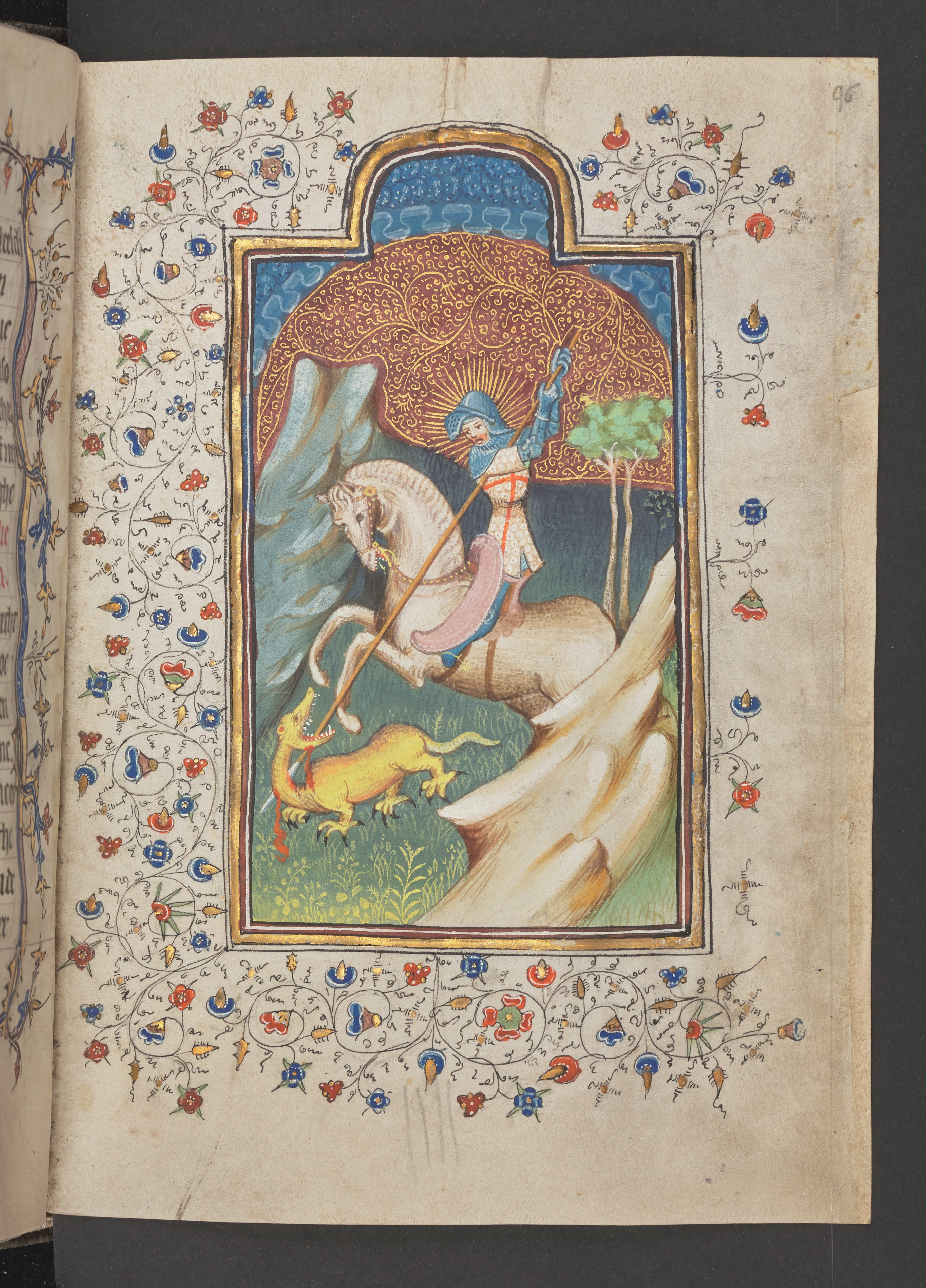
Getijdenboek, Bruges, primo quarto del XV secolo
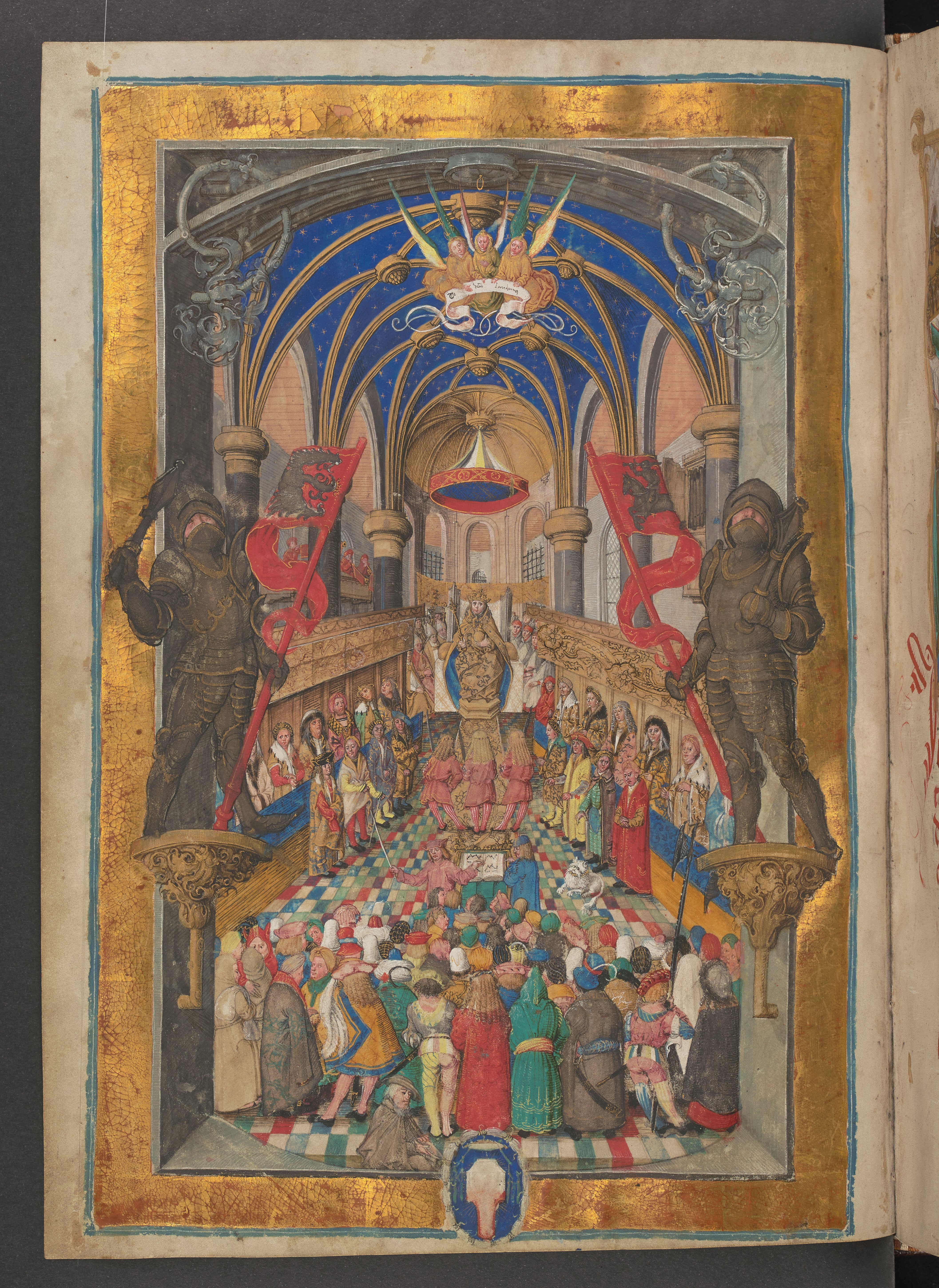
Pontifical d’Érasme Ciołek, Cracovia, 1510–1515
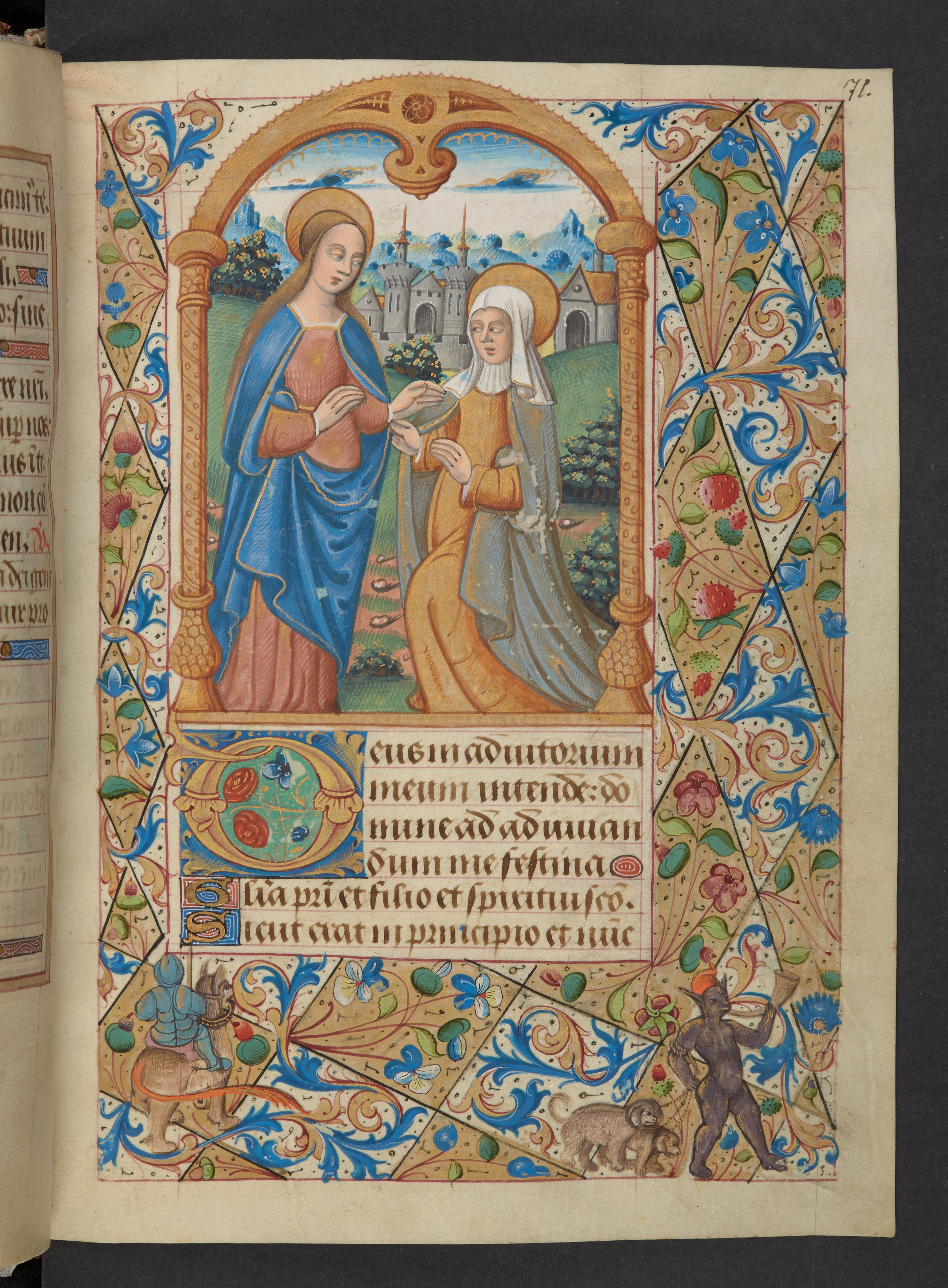
Livre d'heures, inizio del XVI secolo